# Jianhu
Jianhu (建湖县; Pinyin: Jiànhú Xiàn) ist ein chinesischer Kreis in der Provinz Jiangsu. Er gehört zum Verwaltungsgebiet der bezirksfreien Stadt Yancheng. Die Fläche beträgt 1.160 Quadratkilometer und die Einwohnerzahl 741.764 (Stand: Zensus 2010).